# Natalís Cordat

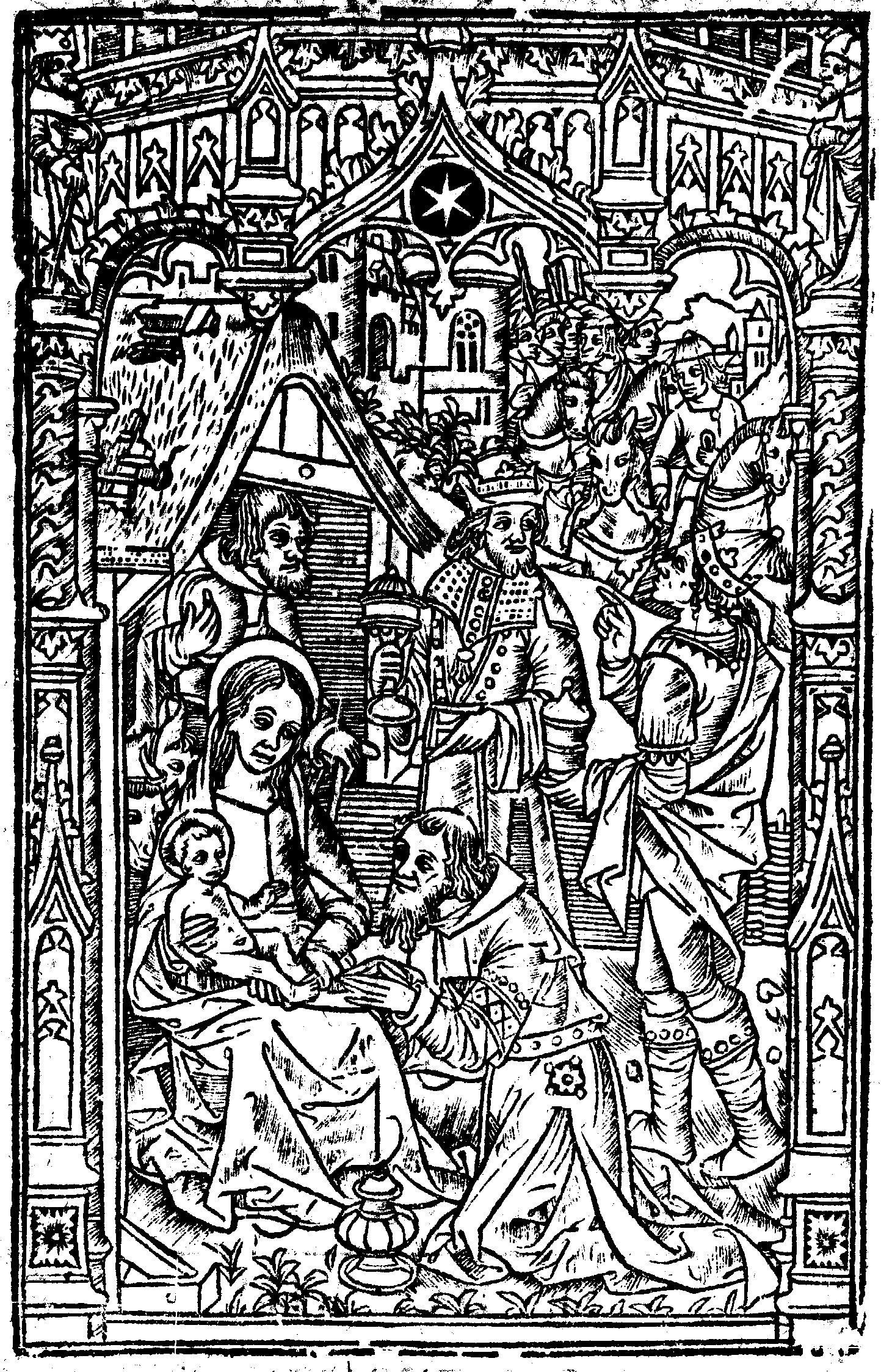
Primera pàgina d'una recopilació de nadales en auvernés contemporani als de Cordat, escrits per F. Pezant, Cosson, Alacris, 1653

Natalis Cordat (Cussac-sud-Loire, abans de 1610-1663, Natalís Cordat segons la norma clàssica occitana) va ser un abat, poeta en occità i francès i compositor barroc de la regió de Velai, a França. Es coneixen pocs detalls de la seva vida. Va ser vicari, però se'l coneix com a abbé (abat).
Va ser autor de nadales tant en francès, coneguts com a Noëls, com en occità, anomenats nadaus, entre 1631 i 1648. La seva obra, principalment inèdita, es conserva a la biblioteca de Clarmont i s'ha gravat parcialment al llarg dels anys 2000. Compta amb 65 nadales, dels quals 14 estan en occità.
En aquest camp s'apropa al provençal Nicolas Saboly. Les nadales van ser un gènere característic en aquest període en la literatura occitana. Robèrt Lafont precisa que:
És important assenyalar que en la mateixa època es va publicar un recopilatori de nadales auverneses atribuïts a la primera pàgina a tres autors: F. Pezant, Cosson, Alacris

### Edicions d'obres de Natalis
- Cordat, Natalis. Recueils de Noëls vellaves, parell l'abbé Natalis Cordat, 1631-1648, publiés avec introduction et notis, parell l'abbé J.-B. Payrard. Freydier: Li Puy-a-Velai, 1876.
- Cordat, Natalis- Gourgaud, Yves. Nadaus 1632-1648. El Puei [Li Puy-a-Velai]: Institut d'études occitanes, 1976.
- Cordat, Natalis - Quesnel Chalelh, Hervé. Noëls Nouveaux de Natalis Cordat de Cussac-sud-Loire (XVIIe siècle), 82 pàgines, publicats per Cahiers de la Haute-Loire, Li Puy-a-Velai, 2004.
- Cordat, Natalis - Perre, Didier. Els mélodies donis noëls de Natalis Cordat (1610?- 1663). Premiers résultats, 30 pàgines, publicat per Cahiers de la Haute-Loire: Li Puy-a-Velai, 2004.

### Edició de les nadales auverneses de Pezant, Cosson i Alacris
- F. Pezant - Cosson - Alacris. Noëls Novveaux et chant pastoral donis Bergers auvergnats, pour la nativité de Ne Seigneur Iésus-Christ, compongués en auvergnat parell M F. Pezant, Cosson, Alacris, li Vaig guarir Bourg, et nouuellement augmentés parell plusieurs autres. Clermont [Clarmont]: Iean Barbier, 1653. Edició disponible en línia en el lloc gallica.bnf.fr